# Луцифер (ТВ серија)
Луцифер је америчка телевизијска серија са елементима фантазије и полицијске крими драме чији је творац Том Капинос. Главни лик серије је написан од стране Нил Гејмана, Сем Кита и Мајк Дрингенберга као један од карактера у стрипу Пешчани човек (енг. The Sandman). Тек касније као главни лик добија сопствену серију стрипова под именом Луцифер, коју пише Мајк Кери, а која је као и Пешчани човек објављена од стране ДЦ стрипова под Вертиго печатом.

## Радња
Главни фокус серије је Луцифер Морнингстар, Ђаво, који је несрећан и коме је досадило да буде господар пакла. Он напушта трон и своје краљевство мења Лос Анђелесом, где води свој ноћни клуб „Лукс“. Након умешаности у полицијски случај, накнадно је позван да ради као консултант за ЛАПД.

## Епизоде
Серија добија своју прву сезону од 13 епизода у мају 2015, која је премијерно приказана 25. јануара 2016. Априла 2016. Фокс је обновио серију са другом сезоном, која је премијерно приказана 19. септембра 2016. Касније те године, 21. октобра, серија добија пуне 22 епизоде друге сезоне од стране Фокса. Серија добија трећу сезону 13. фебруара 2017. која се првобитно састојала од 22 епизоде, прва епизода треће сезоне премијерно је приказана 2. октобра 2017. Али је у Марту 2017. објављено да ће се последње четири епизоде друге сезоне бити премештене у трећу сезону, што је резултовало  да се друга сезона састоји од 18 епизода, а да ће се трећа сезона састојати од 26 епизода. Онда је 22. јануара 2018. Крис Раферти изјавио да ће трећа сезона имати 24 епизоде.
Фокс је отказао серију 11. маја 2018. После 3 сезоне емитовања. Џо Хендерсон, један од управника серије, је изјавио да телевизија Фокс планира емитовање две „бонус“ епизоде које су већ снимљене. Месец дана касније, Нетфликс је откупио серију и објавио да ће 4. сезона бити снимљена и објављена почетком 2019. године.
| Сезона | Сезона | Епизоде | Епизоде       | Оригинално емитовање | Оригинално емитовање | Оригинално емитовање |
| Сезона | Сезона | Епизоде | Епизоде       | Премијера            | Финале               | Мрежа                |
| ------ | ------ | ------- | ------------- | -------------------- | -------------------- | -------------------- |
|        | 1.     | 13      | 13            | 25. јануар 2016.     | 25. април 2016.      | Фокс                 |
|        | 2.     | 18      | 18            | 19. септембар 2016.  | 29. мај 2017.        | Фокс                 |
|        | 3.     | 26      | 26            | 2. октобар 2017.     | 28. мај 2018.        | Фокс                 |
|        | 4.     | 10      | 10            | 8. мај 2019.         | 8. мај 2019.         | Нетфликс             |
|        | 5.     | 16      | 8             | 21. август 2020.     | 21. август 2020.     | Нетфликс             |
| 8      | 5.     | 16      | 28. мај 2021. | 28. мај 2021.        |                      | Нетфликс             |
|        | 6.     | 10      | 10            | 10. септембар 2021.  | 10. септембар 2021.  |                      |

## Улоге
| Глумац          | Улога                           |
| --------------- | ------------------------------- |
| Том Елис        | Луцифер Морнингстар             |
| Лорен Герман    | Детективка Клои Декер           |
| Кевин Алехандро | Детектив Данијел „Ден“ Еспиноза |
| Д. Б. Вудсајд   | Аменедијел                      |
| Лезли-Ен Брант  | Мезекин                         |
| Скарлет Естевез | Беатрис „Трикси“ Еспиноза       |
| Рејчел Харис    | Др Линда Мартин                 |
| Триша Хелфер    | Шарлот Ричардс „Мама“           |
| Ејми Гарсија    | Ела Лопез                       |
| Том Велинг      | Поручник Маркус Пирс Кејн       |
| Инбар Лави      | Ева                             |

### Ликови
- Луцифер (Том Елис) - Господар Пакла, коме је досадио живот који је водио, напушта трон и постаје цивилни консултант за полицију Лос Анђелеса док у исто време води свој високо цењени ноћни клуб „Лукс“. Луцифер често говори говори људима да је он Ђаво и веома је отворен око тога, али веома мали број људи га схвата озбиљно. Он је пали анђео, бесмртан, и осим моћи као што су надљудска снага и неповредивост, поседује способност којом опчињава људе да му говоре њихове скривене жеље.
- Клои (Лорен Герман) - Као њен отац пре ње, и она је детектив који решава убиства у ЛАПД. Она решава случајеве са Луцифером након што њега заинтригира њена имуност на његове могућности. Након ранијег инцидента који је резултовао смрћу полицајца, постаје занемарена од стране колега у униформи, те постаје партнер са Луцифером у улози њеног цивилног консултанта. Када је она у близини Луцифера, он физички постаје рањив. Њен бивши муж, Ден, је такође у ЛАПД, и заједно имају ћерку Трикси.
- Ден (Кевин Алехандро) - Детектив који решава убиства у ЛАПД и Клоин бивши муж. Он не воли Луцифера због његовог пријатељства са Клои и Трикси, али како време пролази, Ден и Луцифер почињу да се слажу. На почетку је имао виши полицијски чин од Клои, али због догађаја у случају Малком Грем, Ден је био суспендован из службе. Касније враћен у службу деградиран у детектива.
- Аменедијел (Д. Б. Вудсајд) - Анђео, Луциферов старији брат, и најстарији од свих њихових браћа и сестара. Његове физичке моћи су сличне онима које Луцифер поседује, уз то да може да заустави време. Он долази у Лос Анђелес да би наговорио Луцифера да се врати у Пакао, како то није успео, он разним начинима покушава да га натера на повратак.
- Мезекин (Лезли-Ен Брант) - Луциферова самоуверена и посвећена савезница, скраћено „Мејз“. Она је демон који га, служивши му као главни мучитељ, прати из Пакла у Лос Анђелес. Ради као конобарица и обезбеђење у Луциферовом клубу.
- Трикси (Скарлет Естевез) - Клоина и Денова седмогодишња (на почетку серије) ћерка, која има одличан однос са Мезекин и Луцифером.
- Др Линда (Рејчел Харис) - Луциферов психотерапеут, која на почетку прихвата секс са њим као вид плаћања. Као и скоро сви, на почетку ни она не верује у оно што Луцифер говори, мислећи да Луцифер користи религиозне метафоре да би описао себе и односе у његовој дисфункционалној породици, све док Луцифер не покаже своје право лице у другој сезони, што је оставља видно потресену. Пре овога њени покушаји да помогне Луциферу како би он решио своје емоционе и личне проблеме су били мало успешни, с обзиром да није мислила да он говори истину, и са тим што Луцифер има тенденције да погрешно схвати и примени њене савете. На крају, др Мартин постаје део Луциферовог круга пријатеља.
- Шарлот/Мама (Триша Хелфер) - Мајка Луцифера и Аменедијела и протерана Божија жена, која је побегла из свог затвора у Паклу. Она је описана као „богиња свих креација“, али њено име остаје неоткривено. Разлог њеног затварања су њена наводна изазивања куге и поплава, и због тога жели да се освети свом бившем мужу. На Земљи њена душа заузима тело од Шарлот Ричардс, адвоката за убиства. На крају друге сезоне, она напушта универзум. Њен одлазак враћа Шарлот у живот која нема сећања на време проведено у улози „Маме“, али се сећа да је била у паклу. Уплашено покушавајући да буде боља особа, Шарлот почиње да ради као главни тужилац у трећој сезони.
- Ела (Ејми Гарсија) - Форензичар у ЛАПД која помаже Клои и Луциферу у њиховим случајевима. Ела потиче из Детроита и одрасла је са четири брата.
- Пирс/Каин (Том Велинг) - Веома поштован полицијски поручник који надгледа посао који раде Клои, Ден и Ела у постаји. Испоставља се да је он бесмртни Каин, први убица на свету који је осуђен да лута Земљом заувек.
- Ева (Инбар Лави) - Прва жена коју је Бог створио и Адамова супруга и Каинова мајка. Она напушта Рај, јер јој је тамо "досадно", и долази у Лос Анђелес да нађе Луцифера како би поново била са њим, с обзиром да је са њим имала љубавну аферу.
- Михаил (Том Елис) - Луциферов брат близанац. Појављује се у петој сезони. Долази на Земљу у намери да унереди и преузме Луциферов живот док је он у Паклу.

## Продукција

### Развој серије и кастинг
Септембра 2014. објављено је да су ДЦ и Фокс у процесу развијања серије базиране на карактеру Луцифера из стрипа Пешчани човек, којег је оригинално написао Нил Гејман. Фебруара 2015. Је објављено да ће главну улогу Луцифера играти Том Елис, и да ће Том Капинос написати пилот епизоду коју ће режирати Лен Вајсман. Лина Еско је прво добила улогу Мејз, али, ту улогу је на крају добила Лесли Ен Брендит. Николас Гонзалез је играо Дена само у првој епизоди.
У Мају 2015. серија званично заживљава и добија првих 13 епизода. Фокс онда запошљава Џо Хендерсона као првог човека серије, док Капинос остаје да ради на серији у мањем капацитету.
Јуна 2016. објављено је да је Трисија Хелфер ангажована у улози Луциферове и Аманадијелове мајке и да ће се појавити у неколико епизода друге сезоне. Њен карактер добија сталну улогу у серији Јула 2016. заједно са Елом коју игра Ејми Лопез.

### Локације снимања
Иако је пилот епизода снимљена у Лос Анђелесу, остатак прве сезоне је снимљен у Ванкуверу, са релокацијом у Калифорнију на почетку треће сезоне.

### Музика
Уводна тема је клип са музиком дуг шест секунди на којем је песма „Бити зао има цену“ (енг. "Being Evil Has a Price") коју изводи бенд Хеви Јанг Хетенс (енг.  Heavy Young Heathens). У тужби која је упућена Ворнер Брос-у, композитори песме Роберт и Ерон Мердеросиан тврде да је песма коришћена иако они нису имали одговарајућа права на то.
Пар епизода се састоји од музичког перформанса Том Елиса, иако је он у интервјуима истакао да се при певању чује његов глас, свирање клавира које се види на екрану није његово дело. Нил Гејман је фан Дејвид Боуија, и неке Боуијеве песме су коришћене у серији.

## Пријем серије

### Критички пријем
Прва сезона је добила помешане коментаре. Сајт за критике Ротен Томејтос је приказао 47% позитивних критика од 38 учесника анкете, са просечном оценом 5.24/10. Већина се сложила да „Луцифер има сексепила, али да то што је у свом језгру ово само још једна полицијска крими драма може да спута серију од њеног потенцијално забавног садржаја у будућности.“
Критичари су много боље оценили другу и трећу сезону. Обе носе 100% рејтинг на Ротен Томејтосима базирано на 5 коментара, са просечном оценом од 7.75/10 и 9.33/10.

### Кампања цензуре
Сајт Удружених Америчких Породица (енг. American Family Association), Милион Мајки (енг. Million Moms), је 28. маја 2015. покренуо је петицију против даљег емитовања серије. Петиција каже да серија „приказује Сатану као пријатну особу којој је стало до других, у облику од крви и меса“. Постављена петиција је до премијерног приказивања серије имала 31,312 потписа. Петиција на главном АФА веб сајту, постављена истог дана, је до премијерног приказивања имала 134,331 потписа. Без обзира на кампању и бојкотовање, Фокс је обновио серију Априла 2016. са другом сезоном.

### Реакције на укидање
Након што је званично објављен прекид емитовања серије 11. маја 2018, продуцент серије Џо Хендерсон је рекао да финале треће сезоне није снимљено са намером да буде финална епизода серије и да иста оставља огроман упитник за даља дешавања, тим поступком су желели да натерају Фокс да обнови серију са још једном сезоном. Фанови су беснели на Твитеру и #СачувајмоЛуцифера је постала прва тема широм света, како се тај хештег користио преко милион пута тог дана. Онлајн петиција посвећена обнављању Луцифера за четврту сезону на новој телевизијској мрежи је почела да кружи интернетом.